# Mela Muter
Mela Muter (eigentlich Maria Melania Mutermilch; * 1876 in Warschau; † 1967 in Paris) war eine polnisch-französische Malerin jüdischer Abstammung, die vorwiegend in Frankreich lebte und wirkte.

## Leben
Mela Muter wurde in die wohlhabende, assimilierte jüdische Kaufmannsfamilie Klingsland geboren. Ihr Vater, der ein Handelshaus in der Warschauer Marszałkowska-Straße 129 betrieb, war ein bedeutender Kunstmäzen. 1899 heiratete Muter den Kunstkritiker und Schriftsteller Michał Mutermilch (das Paar trennte sich 1914). Im selben Jahr begann sie, die Zeichen- und Malschule für Frauen von Miłosz Kotarbiński in Warschau zu besuchen. 1901 zog sie nach Paris. Sie besuchte Kurse an der Académie de la Grande Chaumière und an der Académie Colarossi, bildete sich als junge Mutter aber vorwiegend selbst aus. Zwischen 1911 und 1914 besuchte sie mehrfach Spanien. Muter war in den Kreis der damaligen Pariser Künstler- und Intellektuellenelite integriert. Sie war eng mit Künstlern der École de Paris verbunden. Muter war mit Romain Rolland, Anatole France, Arthur Honegger, Edgar Varèse und Auguste Perret (der ihr Haus gestaltete) befreundet. Von den polnischen Künstlern standen ihr Henryk Sienkiewicz, Władysław Reymont und Bronisław Huberman am nächsten.
Ab 1902 wurden ihre Bilder regelmäßig in Paris, Krakau, Lemberg und Warschau ausgestellt. Ihre erste Einzelausstellung hatte sie 1912 in der Galerie José Dalmau in Barcelona. Ab demselben Jahr war sie Mitglied bei der Société nationale des Beaux-Arts. Sie stellte mit der Société aus (1902–1905, 1909–1913) und war regelmäßig auf den großen Pariser Salons vertreten: auf dem Salon des Indépendants (1905, 1910, 1926, 1934) auf dem Herbst-Salon (1905, 1909, 1911–1913, 1920, 1923–1927, 1932, 1934, 1936–1938) sowie auf dem Salon des Tuileries (1924–1927, 1929–1931). Ihre Bilder wurden in der Tannhäuser-Galerie in München (1911), dem Carnegie-Institut in Pittsburgh (1921, 1926, 1934) und auf der Biennale in Venedig (1927) gezeigt. Weitere Einzelausstellungen hatte sie in Paris bei Drouet (1926), Billiet (1927), Bellier (1960), in Köln in der Gmurzynska-Galerie (1965–1967), in New York City in der Hammer Galerie (1967) und in Genf im Petit Palais (1977).
Von 1917 bis 1920 lebte sie mit dem Sozialisten Raymond Lefebvre (1891–1920) zusammen, den Stalin später ermorden ließ. Sie war die letzte Liebe von Rainer Maria Rilke, dessen Briefe an sie bekannt sind. 1923 organisierte die Warschauer Galeria Zachęta eine große Einzelausstellung ihrer Werke. Nach dem Tode des Vaters trat sie 1924 zum Katholizismus über, ihre Taufpaten waren das Ehepaar Lili und Władysław Reymont. 1927 erhielt Muter die französische Staatsangehörigkeit. Während des Zweiten Weltkriegs versteckte sie sich im Süden Frankreichs, unter anderem in (Avignon). 1945 kehrte sie nach Paris zurück, wo sie bis zu ihrem Tod lebte. Sie malte weiterhin, wenn auch wegen Verschlechterung ihrer Sehkraft zunehmend weniger.

## Werk
Zur Jahrhundertwende malte Muter symbolische Landschaften, Porträts und figurale Szenen. Ihre Bilder zeigen ab 1902 den Einfluss der Schule von Pont-Aven. In den Landschaftsbildern, die vor dem Ersten Weltkrieg entstanden, finden sich von Paul Cézanne stammende kubistische und geometrische Strukturen. In ihren Porträts entwickelte sie einen post-impressionistischen Stil mit warmen, sonnigen, braun-roten Farben. Vorbilder waren Vincent van Gogh i Edouard Vuillard. Neben Mitgliedern der französischen Bourgeoisie malte sie auch Porträts und Szenen von Armen, Kranken und Alten. Ein umfangreiches Archiv zu Muter befindet sich im Emigranten-Archiv der Bibliothek in Toruń. Eine bedeutende Sammlung ihrer Werke befindet sich im Museum der Universität Toruń. Zur Sammlung von Wojciech Fibak gehören 33 Ölgemälde und 14 Zeichnungen.